# Anthony Elliger

Vrouw in klassieke kledij (Anthony Elliger)

Anthony Elliger (Amsterdam, gedoopt 3 juli 1701 – Ede, begraven 5 juni 1781) was een Noord-Nederlandse kunstschilder, tekenaar en decoratieschilder, actief in de 18e eeuw. 
Anthony Elliger was een zoon van de schilder Ottomar Elliger (II). Hij was de broer van Ottomar Elliger (III). Op 20 april 1724 trouwde hij in Amsterdam met Christina Houbraken, dochter van de kunstschrijver en kunstenaar Arnold Houbraken. Uit dit huwelijk werd onder anderen Christina Maria Elliger geboren, die eveneens kunstenares werd.
Elliger werd op 22 augustus 1726 als burger van Amsterdam geregistreerd en was daar werkzaam van circa 1724 tot 1775. Hij overleed in Ede.
Hij was actief als schilder van portretten, historiestukken, allegorische voorstellingen, christelijk-religieuze taferelen en mythologische onderwerpen. Zijn werk omvat zowel olieverfschilderijen als grisailledecoraties.
Naast zijn dochter gaf hij les aan onder anderen Jurriaan Andriessen, Johannes Cornelis Mertens, Izaäk Schmidt en Jan Gerard Waldorp.
- Biografisch Portaal: 30107953
- Digitale Bibliotheek voor de Nederlandse Letteren: elli005
- RKD-Nederlands Instituut voor Kunstgeschiedenis: 26009
- Union List of Artist Names: 500023430
- Virtual International Authority File: 95825702